# Copa América 1987
Copa América 1987 var den första upplagan av turneringen att spelas under det nya rotationssystemet avseende värdskapet. Argentina, först ut i alfabetisk ordning, var spelplats för turneringen mellan 27 juni och 12 juli 1987. Uruguay försvarade sin titel från 1983.

## Gruppspel
Lagen lottades i tre grupper, alla med tre lag var. Varje lag i samma grupp möttes och seger gav två poäng, oavgjort en och förlust noll. Gruppvinnarna gick till semifinal. 1983 års regerande mästare Uruguay gick direkt till semifinal.

### Grupp A
| Nr | Lag       | S | V | O | F | GM | IM | MS | P |
| -- | --------- | - | - | - | - | -- | -- | -- | - |
| 1  | Argentina | 2 | 1 | 1 | 0 | 4  | 1  | +3 | 3 |
| 2  | Peru      | 2 | 0 | 2 | 0 | 2  | 2  | 0  | 2 |
| 3  | Ecuador   | 2 | 0 | 1 | 1 | 1  | 4  | −3 | 1 |

|  | 27 juni | Argentina    | 1 – 1   | Peru      | El Monumental                                                      |                                                                    |
|  |         | Maradona 47′ | (0 – 0) | Reyna 59′ | Buenos Aires Publik: 40 000 Domare: Armando Pérez Hoyos (Colombia) | Buenos Aires Publik: 40 000 Domare: Armando Pérez Hoyos (Colombia) |
|  |         |              |         |           | Buenos Aires Publik: 40 000 Domare: Armando Pérez Hoyos (Colombia) | Buenos Aires Publik: 40 000 Domare: Armando Pérez Hoyos (Colombia) |
|  |         |              |         |           | Buenos Aires Publik: 40 000 Domare: Armando Pérez Hoyos (Colombia) | Buenos Aires Publik: 40 000 Domare: Armando Pérez Hoyos (Colombia) |

|  | 2 juli | Argentina                             | 3 – 0   | Ecuador | El Monumental                                                        |                                                                      |
|  |        | Caniggia 50′ Maradona 67′ (str.), 85′ | (0 – 0) |         | Buenos Aires Publik: 30 000 Domare: Romualdo Arppi Filho (Brasilien) | Buenos Aires Publik: 30 000 Domare: Romualdo Arppi Filho (Brasilien) |
|  |        |                                       |         |         | Buenos Aires Publik: 30 000 Domare: Romualdo Arppi Filho (Brasilien) | Buenos Aires Publik: 30 000 Domare: Romualdo Arppi Filho (Brasilien) |
|  |        |                                       |         |         | Buenos Aires Publik: 30 000 Domare: Romualdo Arppi Filho (Brasilien) | Buenos Aires Publik: 30 000 Domare: Romualdo Arppi Filho (Brasilien) |

|  | 4 juli | Peru        | 1 – 1   | Ecuador  | El Monumental                                                   |                                                                 |
|  |        | La Rosa 87′ | (0 – 0) | Cuvi 72′ | Buenos Aires Publik: 10 000 Domare: Asterio Martínez (Paraguay) | Buenos Aires Publik: 10 000 Domare: Asterio Martínez (Paraguay) |
|  |        |             |         |          | Buenos Aires Publik: 10 000 Domare: Asterio Martínez (Paraguay) | Buenos Aires Publik: 10 000 Domare: Asterio Martínez (Paraguay) |
|  |        |             |         |          | Buenos Aires Publik: 10 000 Domare: Asterio Martínez (Paraguay) | Buenos Aires Publik: 10 000 Domare: Asterio Martínez (Paraguay) |

### Grupp B
| Nr | Lag       | S | V | O | F | GM | IM | MS | P |
| -- | --------- | - | - | - | - | -- | -- | -- | - |
| 1  | Chile     | 2 | 2 | 0 | 0 | 7  | 1  | +6 | 4 |
| 2  | Brasilien | 2 | 1 | 0 | 1 | 5  | 4  | +1 | 2 |
| 3  | Venezuela | 2 | 0 | 0 | 2 | 1  | 8  | −7 | 0 |

|  | 28 juni | Brasilien                                                               | 5 – 0   | Venezuela | Estadio Olímpico Chateau Carreras                    |                                                      |
|  |         | Edú Marangón 33′ Morovic 39′ (sjm.) Careca 66′ Nelsinho 72′ Romário 89′ | (2 – 0) |           | Córdoba Publik: 8 000 Domare: Elias Jácome (Ecuador) | Córdoba Publik: 8 000 Domare: Elias Jácome (Ecuador) |
|  |         |                                                                         |         |           | Córdoba Publik: 8 000 Domare: Elias Jácome (Ecuador) | Córdoba Publik: 8 000 Domare: Elias Jácome (Ecuador) |
|  |         |                                                                         |         |           | Córdoba Publik: 8 000 Domare: Elias Jácome (Ecuador) | Córdoba Publik: 8 000 Domare: Elias Jácome (Ecuador) |

|  | 30 juni | Chile                                  | 3 – 1   | Venezuela         | Estadio Olímpico Chateau Carreras                      |                                                        |
|  |         | Letelier 17′ Contreras 70′ Salgado 83′ | (1 – 1) | Acosta 24′ (str.) | Córdoba Publik: 5 000 Domare: Luis Barrancos (Bolivia) | Córdoba Publik: 5 000 Domare: Luis Barrancos (Bolivia) |
|  |         |                                        |         |                   | Córdoba Publik: 5 000 Domare: Luis Barrancos (Bolivia) | Córdoba Publik: 5 000 Domare: Luis Barrancos (Bolivia) |
|  |         |                                        |         |                   | Córdoba Publik: 5 000 Domare: Luis Barrancos (Bolivia) | Córdoba Publik: 5 000 Domare: Luis Barrancos (Bolivia) |

|  | 3 juli | Chile                            | 4 – 0   | Brasilien | Estadio Olímpico Chateau Carreras                               |                                                                 |
|  |        | Basay 41′, 68′ Letelier 48′, 75′ | (1 – 0) |           | Córdoba Publik: 15 000 Domare: Juan Daniel Cardellino (Uruguay) | Córdoba Publik: 15 000 Domare: Juan Daniel Cardellino (Uruguay) |
|  |        |                                  |         |           | Córdoba Publik: 15 000 Domare: Juan Daniel Cardellino (Uruguay) | Córdoba Publik: 15 000 Domare: Juan Daniel Cardellino (Uruguay) |
|  |        |                                  |         |           | Córdoba Publik: 15 000 Domare: Juan Daniel Cardellino (Uruguay) | Córdoba Publik: 15 000 Domare: Juan Daniel Cardellino (Uruguay) |

### Grupp C
| Nr | Lag      | S | V | O | F | GM | IM | MS | P |
| -- | -------- | - | - | - | - | -- | -- | -- | - |
| 1  | Colombia | 2 | 2 | 0 | 0 | 5  | 0  | +5 | 4 |
| 2  | Bolivia  | 2 | 0 | 1 | 1 | 0  | 2  | −2 | 1 |
| 3  | Paraguay | 2 | 0 | 1 | 1 | 0  | 3  | −3 | 1 |

|  | 28 juni | Paraguay | 0 – 0 | Bolivia | Estadio Gigante de Arroyito                       |  |
|  |         |          |       |         | Rosario Publik: 5 000 Domare: Enrique Labó (Peru) |  |
|  |         |          |       |         |                                                   |  |
|  |         |          |       |         |                                                   |  |

|  | 1 juli | Colombia                   | 2 – 0   | Bolivia | Estadio Gigante de Arroyito                         |                                                     |
|  |        | Valderrama 34′ Iguarán 89′ | (1 – 0) |         | Rosario Publik: 5 000 Domare: Gastón Castro (Chile) | Rosario Publik: 5 000 Domare: Gastón Castro (Chile) |
|  |        |                            |         |         | Rosario Publik: 5 000 Domare: Gastón Castro (Chile) | Rosario Publik: 5 000 Domare: Gastón Castro (Chile) |
|  |        |                            |         |         | Rosario Publik: 5 000 Domare: Gastón Castro (Chile) | Rosario Publik: 5 000 Domare: Gastón Castro (Chile) |

|  | 5 juli | Colombia             | 3 – 0   | Paraguay | Estadio Gigante de Arroyito                                   |                                                               |
|  |        | Iguarán 8′, 34′, 50′ | (2 – 0) |          | Rosario Publik: 10 000 Domare: Francisco Lamolina (Argentina) | Rosario Publik: 10 000 Domare: Francisco Lamolina (Argentina) |
|  |        |                      |         |          | Rosario Publik: 10 000 Domare: Francisco Lamolina (Argentina) | Rosario Publik: 10 000 Domare: Francisco Lamolina (Argentina) |
|  |        |                      |         |          | Rosario Publik: 10 000 Domare: Francisco Lamolina (Argentina) | Rosario Publik: 10 000 Domare: Francisco Lamolina (Argentina) |

## Utslagsspel
|  | Semifinaler           | Semifinaler      |   |                        | Final                  | Final |  |
|  |                       |                  |   |                        |                        |       |  |
|  | 9 juli - Buenos Aires |                  |   |                        |                        |       |  |
|  | Uruguay               | 1                |   |                        |                        |       |  |
|  | Argentina             | 0                |   |                        |                        |       |  |
|  |                       |                  |   |                        |                        |       |  |
|  |                       |                  |   |                        | 12 juli - Buenos Aires |       |  |
|  |                       |                  |   |                        | Uruguay                | 1     |  |
|  |                       | Chile            | 0 |                        |                        |       |  |
|  |                       |                  |   |                        |                        |       |  |
|  |                       |                  |   |                        |                        |       |  |
|  |                       |                  |   |                        | Bronsmatch             |       |  |
|  | 8 juli - Córdoba      | 8 juli - Córdoba |   | 11 juli - Buenos Aires | 11 juli - Buenos Aires |       |  |
|  | Chile                 | 2                |   | Colombia               | 2                      |       |  |
|  | Colombia              | 1                |   |                        | Argentina              | 1     |  |

### Semifinaler
|  | 8 juli | Chile                  | 2 – 1 (e.fl.)  | Colombia          | Chateau Carreras                                                |                                                                 |
|  |        | Astengo 106′ Vera 108′ | (0 – 0, 0 – 0) | Redín 103′ (str.) | Córdoba Publik: 10 000 Domare: Romualdo Arppi Filho (Brasilien) | Córdoba Publik: 10 000 Domare: Romualdo Arppi Filho (Brasilien) |
|  |        |                        |                |                   | Córdoba Publik: 10 000 Domare: Romualdo Arppi Filho (Brasilien) | Córdoba Publik: 10 000 Domare: Romualdo Arppi Filho (Brasilien) |
|  |        |                        |                |                   | Córdoba Publik: 10 000 Domare: Romualdo Arppi Filho (Brasilien) | Córdoba Publik: 10 000 Domare: Romualdo Arppi Filho (Brasilien) |

|  | 9 juli | Uruguay       | 1 – 0   | Argentina | El Monumental                                              |                                                            |
|  |        | Alzamendi 43′ | (1 – 0) |           | Buenos Aires Publik: 75 000 Domare: Elias Jácome (Ecuador) | Buenos Aires Publik: 75 000 Domare: Elias Jácome (Ecuador) |
|  |        |               |         |           | Buenos Aires Publik: 75 000 Domare: Elias Jácome (Ecuador) | Buenos Aires Publik: 75 000 Domare: Elias Jácome (Ecuador) |
|  |        |               |         |           | Buenos Aires Publik: 75 000 Domare: Elias Jácome (Ecuador) | Buenos Aires Publik: 75 000 Domare: Elias Jácome (Ecuador) |

### Match om tredje pris
|  | 11 juli | Colombia             | 2 – 1   | Argentina    | El Monumental                                                   |                                                                 |
|  |         | Gómez 8′ Galeano 27′ | (2 – 0) | Caniggia 86′ | Buenos Aires Publik: 15 000 Domare: Bernardo Corujo (Venezuela) | Buenos Aires Publik: 15 000 Domare: Bernardo Corujo (Venezuela) |
|  |         |                      |         |              | Buenos Aires Publik: 15 000 Domare: Bernardo Corujo (Venezuela) | Buenos Aires Publik: 15 000 Domare: Bernardo Corujo (Venezuela) |
|  |         |                      |         |              | Buenos Aires Publik: 15 000 Domare: Bernardo Corujo (Venezuela) | Buenos Aires Publik: 15 000 Domare: Bernardo Corujo (Venezuela) |

### Final
|  | 12 juli | Uruguay        | 1 – 0   | Chile | El Monumental                                                        |                                                                      |
|  |         | Bengoechea 56′ | (0 – 0) |       | Buenos Aires Publik: 35 000 Domare: Romualdo Arppi Filho (Brasilien) | Buenos Aires Publik: 35 000 Domare: Romualdo Arppi Filho (Brasilien) |
|  |         |                |         |       | Buenos Aires Publik: 35 000 Domare: Romualdo Arppi Filho (Brasilien) | Buenos Aires Publik: 35 000 Domare: Romualdo Arppi Filho (Brasilien) |
|  |         |                |         |       | Buenos Aires Publik: 35 000 Domare: Romualdo Arppi Filho (Brasilien) | Buenos Aires Publik: 35 000 Domare: Romualdo Arppi Filho (Brasilien) |

## Statistik

### Målskyttar
4 mål
- Arnoldo Iguarán

3 mål
| - Diego Maradona | - Juan Carlos Letelier |  |

2 mål
| - Claudio Caniggia | - Ivo Basay |  |

1 mål
| - Careca - Edú Marangón - Nelsinho - Romário - Fernando Astengo | - Jorge Contreras - Sergio Salgado - Jaime Vera - Juan Galeano - Gabriel Jaime Gómez | - Bernardo Redín - Carlos Valderrama - Hamilton Cuvi - Eugenio La Rosa | - Luis Reyna - Antonio Alzamendi - Pablo Bengoechea - Pedro Acosta |

Självmål
- Zdenko Morovic

### Sluttabell
| Nr | Copa América 1987 | S | V | O | F | GM | IM | MS | P |
| -- | ----------------- | - | - | - | - | -- | -- | -- | - |
| 1  | Uruguay           | 2 | 2 | 0 | 0 | 2  | 0  | +2 | 4 |
| 2  | Chile             | 4 | 3 | 0 | 1 | 9  | 3  | +6 | 6 |
| 3  | Colombia          | 4 | 3 | 0 | 1 | 8  | 3  | +5 | 6 |
| 4  | Argentina         | 4 | 1 | 1 | 2 | 5  | 4  | +1 | 3 |
| 5  | Brasilien         | 2 | 1 | 0 | 1 | 5  | 4  | +1 | 2 |
| 6  | Peru              | 2 | 0 | 2 | 0 | 2  | 2  | 0  | 2 |
| 7  | Bolivia           | 2 | 0 | 1 | 1 | 0  | 2  | −2 | 1 |
| 8  | Ecuador           | 2 | 0 | 1 | 1 | 1  | 4  | −3 | 1 |
| 9  | Paraguay          | 2 | 0 | 1 | 1 | 0  | 3  | −3 | 1 |
| 10 | Venezuela         | 2 | 0 | 0 | 2 | 1  | 8  | −7 | 0 |